# Taye Atske Sélassié
Cette page contient des caractères éthiopiques. En cas de problème, consultez Aide:Unicode ou testez votre navigateur.
Taye Atske Sélassié Amde ou Taye Atskeselassie (en amharique : ታዬ አጽቀሥላሴ), né le 13 janvier 1956 à Debarq, est un diplomate et homme politique éthiopien. Il est président de la République depuis le 7 octobre 2024.

## Biographie
En 2017, il est nommé ambassadeur en Égypte, puis l'année suivante, il devient représentant permanent auprès des Nations unies,.
Le 8 février 2024, il est nommé ministre des Affaires étrangères par le Premier ministre Abiy Ahmed. Le 7 octobre suivant, il est élu président de la République et investi le même jour.